# Maceracja kości
Maceracja kości polega na poddaniu kości działaniu bakterii gnilnych, które powodują zniszczenie okostnej, komórek kostnych, a także przylegających do kości chrząstek, więzadeł i mięśni.
Proces maceracji kości zaczyna się po 4-5 latach od momentu zgonu.